# Петричоли, Иво
Иво Петричоли (хорв. Ivo Petricioli, (МФА: Ivo Petričo'li); 9 марта 1925, Задар — 28 мая 2009, Задар) — хорватский искусствовед, преподаватель и археолог.

## Биография
Иво Петричоли родился в Задаре в 1925 году. В возрасте 25 лет окончил философский факультет в Загребском университете, а спустя шесть лет защитил докторскую диссертацию по теме «Романская скульптура в Далмации». По окончании учёбы в Загребе Петричоли вернулся в Задар, где устроился на работу в Археологический музей Задара и занял должность преподавателя в институте исторических наук. В родном городе Петричоли полностью посвятил себя изучению художественного наследия и истории Задара и Далмации. Также он вёл активную археологическую деятельность в окрестностях своего родного города. В институте, где ему довелось преподавать историю средневековья, Петричоли заметно продвинулся по карьерной лестнице: так, в 1969 году он получил звание профессора, с 1970 по 1972 год был деканом своего факультета, а через шесть лет после основания Сплитского университета, в состав которого вошёл его институт, на два года (с 1980-го) занял должность проректора университета. В декабре 1992 года он стал постоянным членом Хорватской академии наук и искусств.